# 南波照間島
南波照間島是日本傳說中在比沖繩縣八重山群島所屬之波照間島還要南邊的島嶼，也稱作是大波照間島。其日文或在八重山方言裡是「南方（ぱい）盡頭（ぱて）的珊瑚礁（ろーま，即琉球語的）之島」的意思。

## 簡介
在向琉球王府報告八重山群島各種事項的文書《八重山島年來記》（八重山島年来記）中殘留有在1648年波照間島平田村有40到50名農民為了逃避重稅而乘船前往大波照間的記述。此外有著說在波照間島的「ヤグ」村有一個叫做「アカマリ」的男子，奪取了來收稅之官員的船，然後帶著村人航向南波照間島的傳說。
含括波照間島在內的八重山群島在琉球國時代的1673年到1903年為止的期間，被徵收了嚴苛的人頭稅，《八重山島年來記》所記載的年代即是這個徵收重稅的時期。
在以口傳故事看待的情況，南波照間島被認為是在琉球群島流傳的儀來河內（ニライカナイ；理想鄉）傳說的同類。此外就沒有確切航向的目的地來看，與從那智濱出航前往淨土的「補陀落渡海」有著共同之處。
而在現今，對於南波照間島到底是想像的島還是確實存在的島，而如果是確實存在的島的話又是在哪裡等問題尚不能確定。此外就《八重山島年來記》上所記載的是否為事實，是事實的話島民們是以某個具體的島嶼為目標還是傳說中的未知島嶼為目標，又他們是否到達了那座島等問題也依舊不明。而在將南波照間島當作真實存在的島嶼來看的情況，有認為該島即是臺灣島，或認為是臺灣東南方的綠島、蘭嶼，亦或是菲律賓的呂宋島等等的說法。

## 藝文相關發展
日本漫畫「火線上的波照間」中主角之一波照間即為原波照間島居民，於琉球國時代被王府課徵重稅，意圖逃至傳說中之南波照間。

## 外部連結
- パイパティローマ（改訂版） （页面存档备份，存于）
- 八重山島年来記